# ادريانو سامانيغو
ادريانو سامانيغو (بالإسبانية: Adriano Samaniego)‏ هو لاعب كرة قدم باراغواياني في مركز الهجوم، ولد في 8 سبتمبر 1963 في لوكي في باراغواي. شارك مع منتخب باراغواي لكرة القدم. أما مع النوادي، فقد لعب مع أتلتيكو جونيور وأوليمبيا أسونسيون ونادي غواراني ونادي نيكاكسا.

## وصلات خارجية
- ادريانو سامانيغو على موقع الاتحاد الدولي (مؤرشف)  (الإنجليزية)
- ادريانو سامانيغو على موقع الاتحاد الأوربي (الإنجليزية)
- ادريانو سامانيغو على موقع قاعدة بيانات كرة القدم.إي يو (الإنجليزية)
- ادريانو سامانيغو على موقع ناشيونال فوتبول تيمز (الإنجليزية)